# Servizi finanziari
Si considerano servizi finanziari tutti i servizi che sono connessi in qualche modo alle operazioni finanziarie.
L'industria finanziaria include un ampio raggio di organizzazioni che lavorano nella gestione delle finanze. Fra queste organizzazioni vi sono le banche con l'home banking e le gestioni patrimoniali, le compagnie di carte di credito e quelle 
 assicuratrici, le società di investimento a capitale variabile e quelle a capitale fisso, le compagnie di credito al consumo, gli intermediari finanziari, i fondi comune di investimento, le agenzie immobiliari e alcune aziende governative.
Nel suo complesso l'industria dei servizi finanziari rappresenta fino al 20% della capitalizzazione borsistica.